# Новореченское сельское поселение
Новоре́ченское се́льское поселе́ние — муниципальное образование в Чернянском районе Белгородской области.
Административный центр — село Новоречье.

## История
Новореченское сельское поселение образовано 20 декабря 2004 года в соответствии с Законом Белгородской области № 159.

## Население
| 2010 | 2011 | 2012 | 2013 | 2014 | 2015 | 2016 | 2017 | 2018 |
| ---- | ---- | ---- | ---- | ---- | ---- | ---- | ---- | ---- |
| 701  | ↘698 | ↘691 | ↘676 | ↘650 | ↘638 | ↘622 | ↘606 | ↘583 |
| 2019 | 2020 | 2021 |      |      |      |      |      |      |
| ↘571 | ↘551 | ↘497 |      |      |      |      |      |      |

## Состав сельского поселения
| № | Населённый пункт | Тип населённого пункта       | Население |
| - | ---------------- | ---------------------------- | --------- |
| 1 | Ларисовка        | село                         | ↘194      |
| 2 | Новоречье        | село, административный центр | ↗507      |